# ファビオ・ロッシート
ファビオ・ロッシート（Fabio Rossitto、1971年9月21日 - ）は、イタリア・アヴィアーノ出身の元サッカー選手、現役時のポジションはMF。ファビオ・ロッシットとの表記も見られる。

## 経歴
1989-90シーズンから1996-97シーズンまでの間と、2002年から2004年までウディネーゼでプレーした。
U-21サッカーイタリア代表として1994年のUEFA U-21欧州選手権では優勝を果たした。1996のUEFA EURO '96直前にイタリア代表入り、ハンガリーとの親善試合に出場し、本大会にも参加したが、出場機会は与えられなかった。

## タイトル
- UEFA U-21欧州選手権 : 1994
- コッパ・イタリア : 2000-01